# Adeliella takoradia
Adeliella takoradia is een vlokreeftensoort. De wetenschappelijke naam van de soort is voor het eerst geldig gepubliceerd in 1961 door J.L. Barnard.